# かがみの町営バス

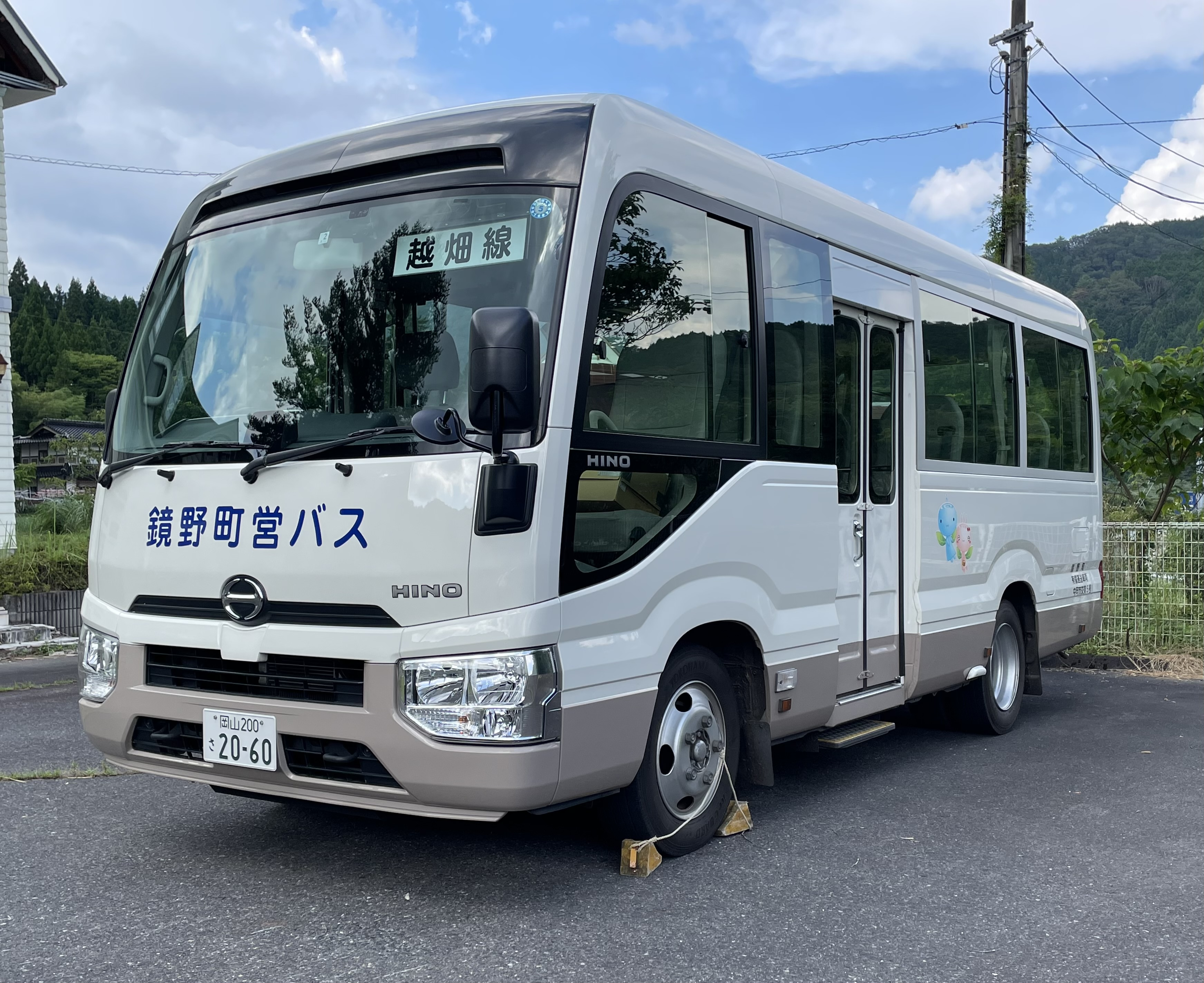
越畑線、公保田線の車両

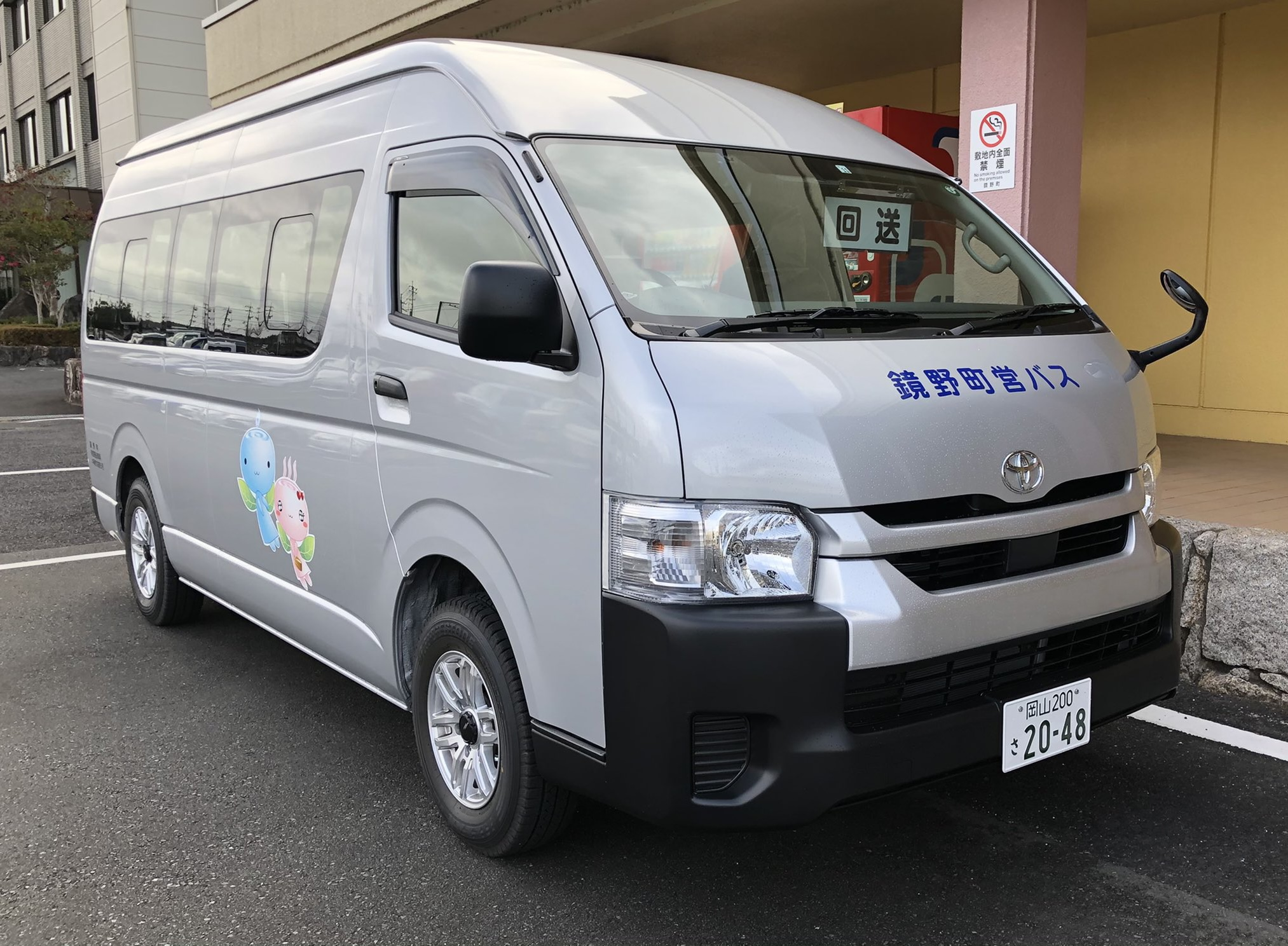
中谷線、郷線の車両

かがみの町営バスは、岡山県苫田郡鏡野町（旧鏡野町）で運行しているコミュニティバス。
中鉄バスの津山 - 越畑線などが2002年9月限りで廃止されたことを受け、同年10月1日から運行を開始した。

## 概要
- 4路線が運行されている。
- 運行形態は、道路運送法の規定に基づく自家用自動車（白ナンバー車）による有償運送での運行である。
- 鏡野町がエスアールティー（中鉄バスの関連会社）に運行を委託している。
- 鉄道路線との接続はない。
- バス路線とは吉原（中鉄北部バス・おおぞらバス）、プラント５（中鉄北部バス・ごんごバス西循環線）で接続している。
- 運賃は大人200円、小学生以下100円。定期券・回数券は中鉄北部バス、おおぞらバスと共用だが、バスカードは使えない。
- 休日は全便運休。
- 国道179号線、旧国道179号線、大規模農道、県道一宮中北線を除く区間はフリー乗降区間となっている。

## 路線

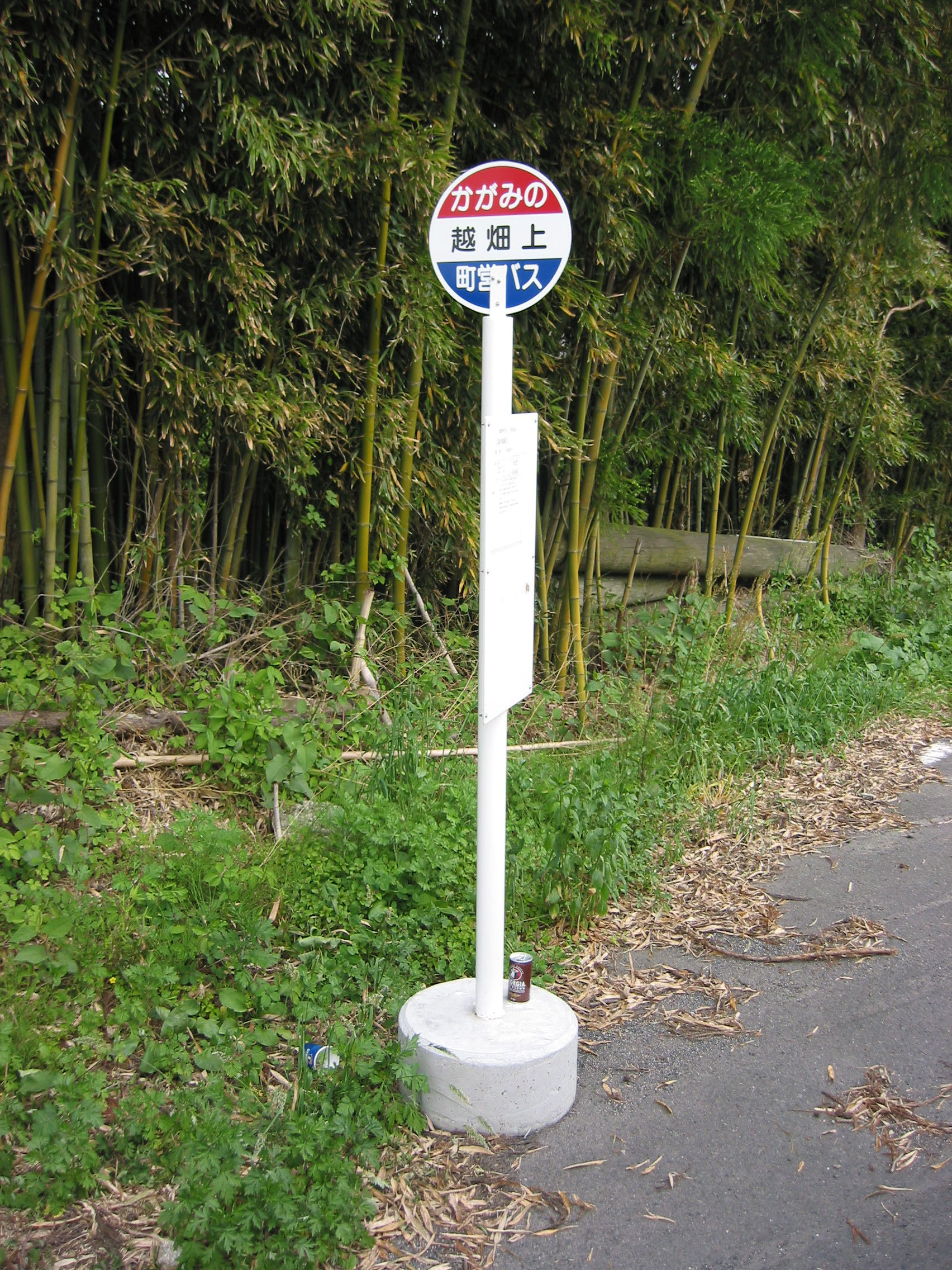
かがみの町営バスのバス停

詳細な運行案内は、#外部リンクを参照のこと。
（停留所名)は一部の便のみ停車。＜停留所名／停留所名＞はどちらかを経由。
越畑線
- （プラント５）- 吉原 - （プラント５） - 寺元 - 鏡野病院 - （夢広場）-  香々美 - 藤屋 - 香北農協前 - 大町 - 岩屋 - 越畑 - （越畑上）

公保田線
- プラント５ - 吉原 - プラント５ - 寺元 - 鏡野病院  - 上土居 - 塚谷 - 馬場 - 貞永寺 - 和田 - 公保田 - 夢広場 - 鏡野病院 - 寺元 - プラント５ - 吉原 - プラント５
  - 火曜・木曜・土曜のみ運行（ただし祝日は運休）。　
  - 上記は右回り。左回りは文末方向から順番に停車。

中谷線
- （プラント５ - 吉原 - プラント５）- 寺元 - 鏡野病院  - （夢広場） - 小座 - 中谷 - （山城） - 高座口 - ＜高座／中村＞ - 近衛殿 - 忠野　
  - 忠野行きは高座経由、プラント５行きは中村経由。

郷線
- プラント５ - 南小学校前 - 平尾 - 郷農協前 - 河本 - 高山 - 寺村 - 夢広場 - 鏡野病院 - 寺元 - 吉原 - プラント５
  - 火曜・木曜・土曜のみ運行（ただし祝日は運休）。　
  - 上記は右回り。左回りは文末方向から順番に停車。

## 車両
- 日野・リエッセⅡ
- トヨタ・ハイエースコミューター

かがみの町営バスの車両
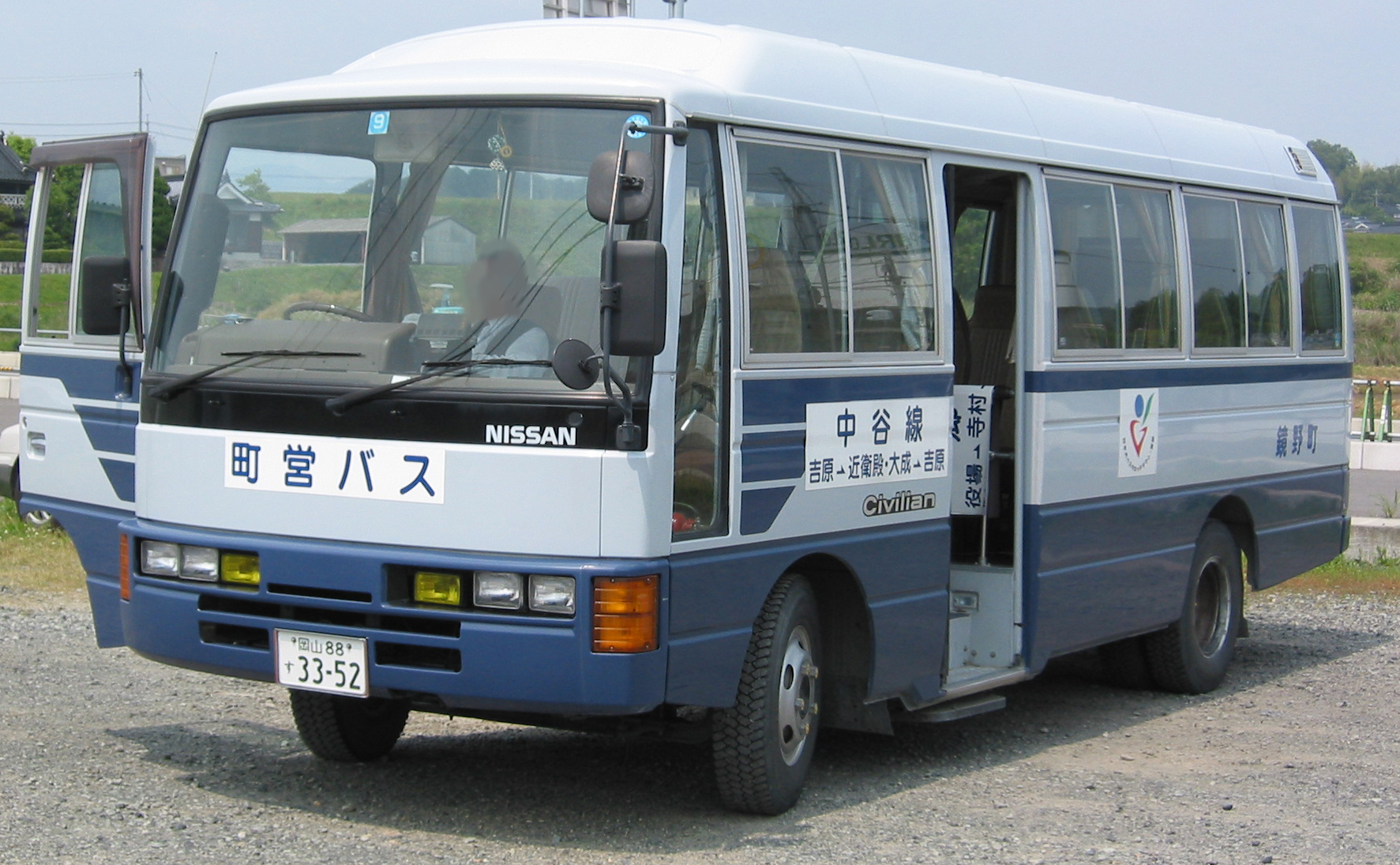
中谷線の車両（2003年当時）※現在は使用されていない
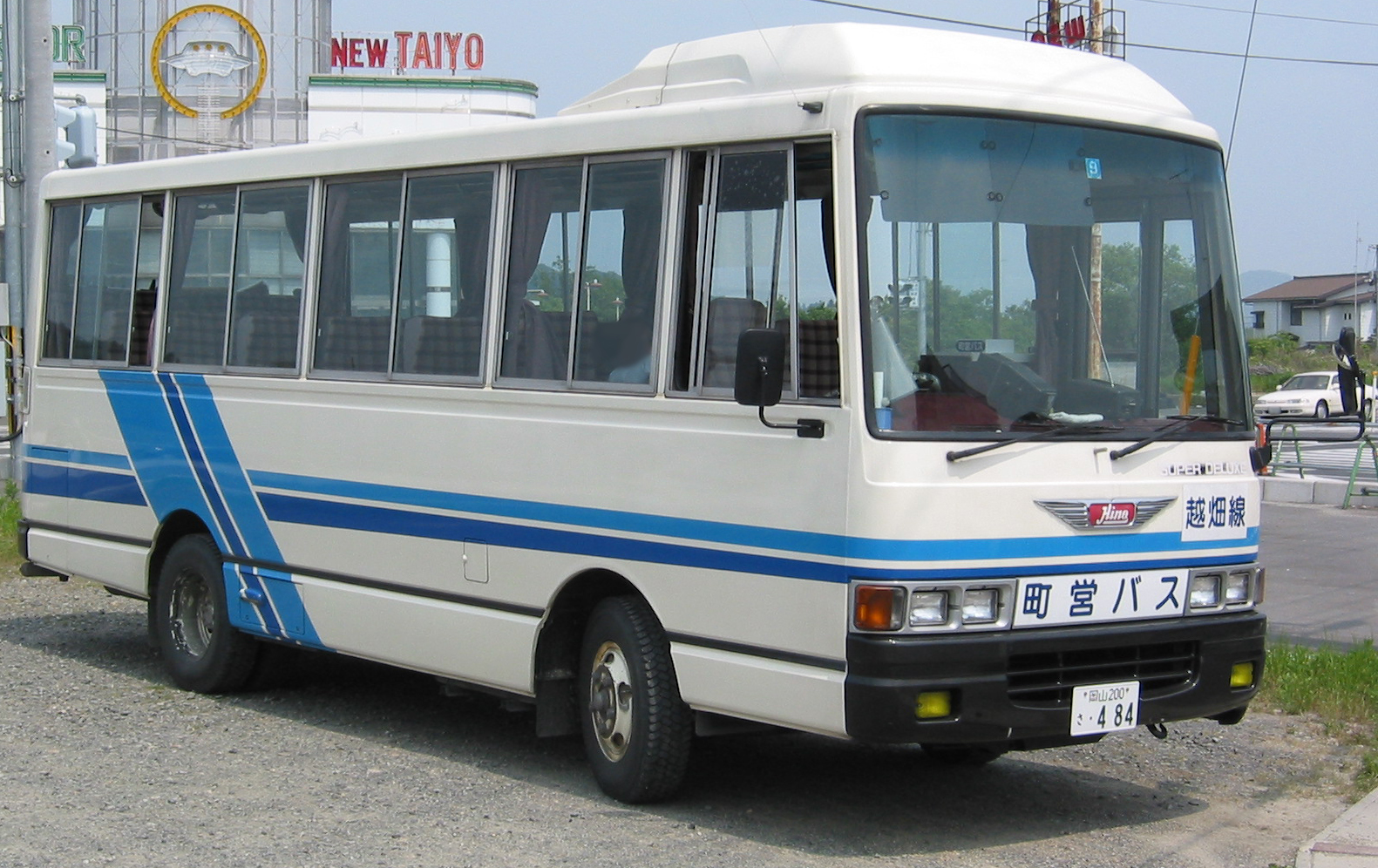
越畑線の車両（2003年当時）※現在は使用されていない